# NGC 2851
NGC 2851 est une galaxie lenticulaire située dans la constellation de l'Hydre. NGC 2851 a été découvert par l'astronome américain Lewis Swift en 1886.

## Caractéristiques
Sa vitesse par rapport au fond diffus cosmologique est de 5 520 ± 50 km/s, ce qui correspond à une distance de Hubble de 81,4 ± 5,8 Mpc (∼265 millions d'al).

## Supernova
La supernova SN 1991K a été découverte dans NGC 2851 le 20 février 1991 par l'astronome australien (scotto-australien) Robert H. McNaught. Cette supernova était de type Ib.